# Chasms
Chasms es un emulador de las videoconsolas Sega Master System y Sega Game Gear para Windows 2000. Requiere DirectX 6.0 o superior y un Intel Pentium III a 500 MHz o equivalente. Ha sido desarrollado por Benjamin Eirich, el desarrollador de Verge, un motor de juegos RPG.
La última versión liberada es la 0.30, el 3 de junio de 2000, como freeware, y utiliza el motor Z80 de MAME. Su página web (un subdominio del de Verge) dejó de estar disponible en 2005, aunque el dominio sigue operativo.
Hay dos prestaciones interesantes en el emulador
- Posibilidad de usar códigos Pro Action Replay y de buscar trucos (vidas infinitas, munición, etc) en la ROM cargada
- Poder exportar la música de los juegos en archivos PSG que pueden ser reproducidos independientemente con la utilidad PSGPLAY.EXE que acompaña al emulador.